# Sony Ericsson Xperia pro
A Sony Ericsson Xperia pro androidos okostelefon, amelyet a gyártó Sony Ericsson 2011 októberében dobott piacra. Kijelzője 3,7 hüvelykes (94 mm) Mobile BRAVIA technológiás kapacitív érintőképernyő. Rendelkezik kicsúsztatható fizikai billentyűzettel, 1 GHz-es egymagos Qualcomm Snapdragon processzorral, 8,1 megapixeles kamerával (melyhez tartozik egy kétállású dedikált kameragomb), microUSB-port és HDMI-kimenet, 512 MB RAM és egy 8 GB-os microSD-kártya (opcionálisan 32 GB-ig bővíthető). Fekete, ezüst és vörös színekben készült.

## Áttekintés
A készülék Android 2.3.3, azaz a „Gingerbread” operációs rendszerrel van felszerelve (2012 júniusától Android 4.0-ra, azaz „Ice Cream Sandwich”-re frissíthető. Az új szoftvernek kezdetben gondot okozott a fizikai billentyűzet gombkiosztása, az QWERTY helyett AZERTY-re cserélődött és fordítva, de később ezt javították), a kijelzőn az élességet, az élénk színeket és a kontrasztot a Sony Bravia Mobile Engine szoftver biztosítja. A kijelző mérete 3,7 hüvelykes, felbontása 854×480 pixel (FWVGA), a pixelsűrűség 265 ppi, és LED megvilágítással rendelkezik. Kezelőfelületét a Sony Ericsson alakította ki.
Az Xperia mini hátlapi kamerája 8,1 megapixeles, előlapi kamerája VGA felbontású. A hátsó rendelkezik autofókusszal, kis LED-es vakuval, és EXMOR RS technológiával. HD videót is lehet vele rögzíteni, 720p-ben (1280×720 pixel). Beépített HDMI portjának köszönhetően az elkészült képeket az arra alkalmas készülékekre lehet továbbítani. Álló helyzetben mobilos gombsoron, fekvő helyzetben QWERTZ-billentyűzetes érintőképernyős megoldással lehet gépelni.

## Fordítás
- Ez a szócikk részben vagy egészben  a   Sony Ericsson Xperia pro című angol Wikipédia-szócikk ezen változatának fordításán alapul.  Az eredeti cikk szerkesztőit annak laptörténete sorolja fel. Ez a jelzés csupán a megfogalmazás eredetét és a szerzői jogokat jelzi, nem szolgál a cikkben szereplő információk forrásmegjelöléseként.